# Viitina
Viitina (Duits: Kosse) is een plaats in de Estlandse gemeente Rõuge, provincie Võrumaa. De plaats heeft de status van dorp (Estisch: küla) en telt 151 inwoners (2021).
Viitina ligt aan de meren Viitina Alajärv (1,8 ha) en Viitina järv (12,6 ha). Ten zuiden van het Viitina järv ligt de heuvel Meegomägi, 206 meter hoog.

## Geschiedenis
Viitina werd in 1542 voor het eerst genoemd onder de naam Kosz. In 1627 dook naast Koss ook de naam Vietingshoff op. In 1598 was het landgoed Kosz gekocht door Otto von Vietinghoff. Van die naam is de Estische naam Viitina afgeleid. Het centrum van het landgoed lag oorspronkelijk op de plaats waar nu Vanamõisa ligt. In de 17e eeuw werd het verplaatst naar Viitina. Het landgoed bleef tot 1782 in het bezit van de familie von Vietinghoff. Daarna wisselde het landgoed vaak van eigenaar; het was onder andere in het bezit van de familie von Samson-Himmelstjerna. De laatste eigenaar voordat het landgoed in 1919 door het onafhankelijk geworden Estland werd onteigend, was Arthur von Wulf.
Het landhuis van het landgoed kwam gereed in 1896. Het is een stenen gebouw met twee woonlagen, dat bewaard is gebleven. De onderste woonlaag is gepleisterd, de bovenste uitgevoerd in baksteen.
In 1775 kreeg Viitina een dorpsschool. Sinds 1930 is de school gevestigd in het voormalige landhuis. In het begin van de 21e eeuw ging de school op in de scholengemeenschap van Rõuge. Viitina kreeg de kleuterschool. Daarnaast zijn ook een bibliotheek en een aantal organisaties in het gebouw gevestigd.
Ook een paar bijgebouwen zijn bewaard gebleven. Het park van het landhuis grenst aan het Viitina järv.
Pas in de jaren twintig van de 20e eeuw was er sprake van een nederzetting Viitina. In 1977 kreeg ze de status van dorp.

## Foto's

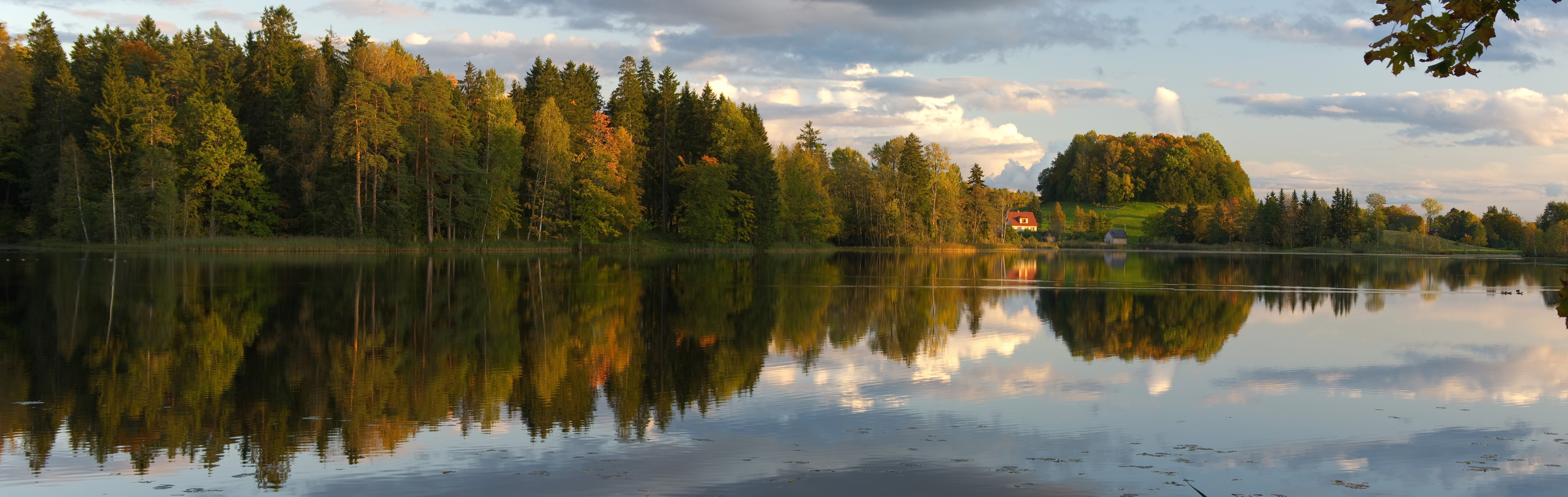
Het Viitina järv met de heuvel Meegomägi
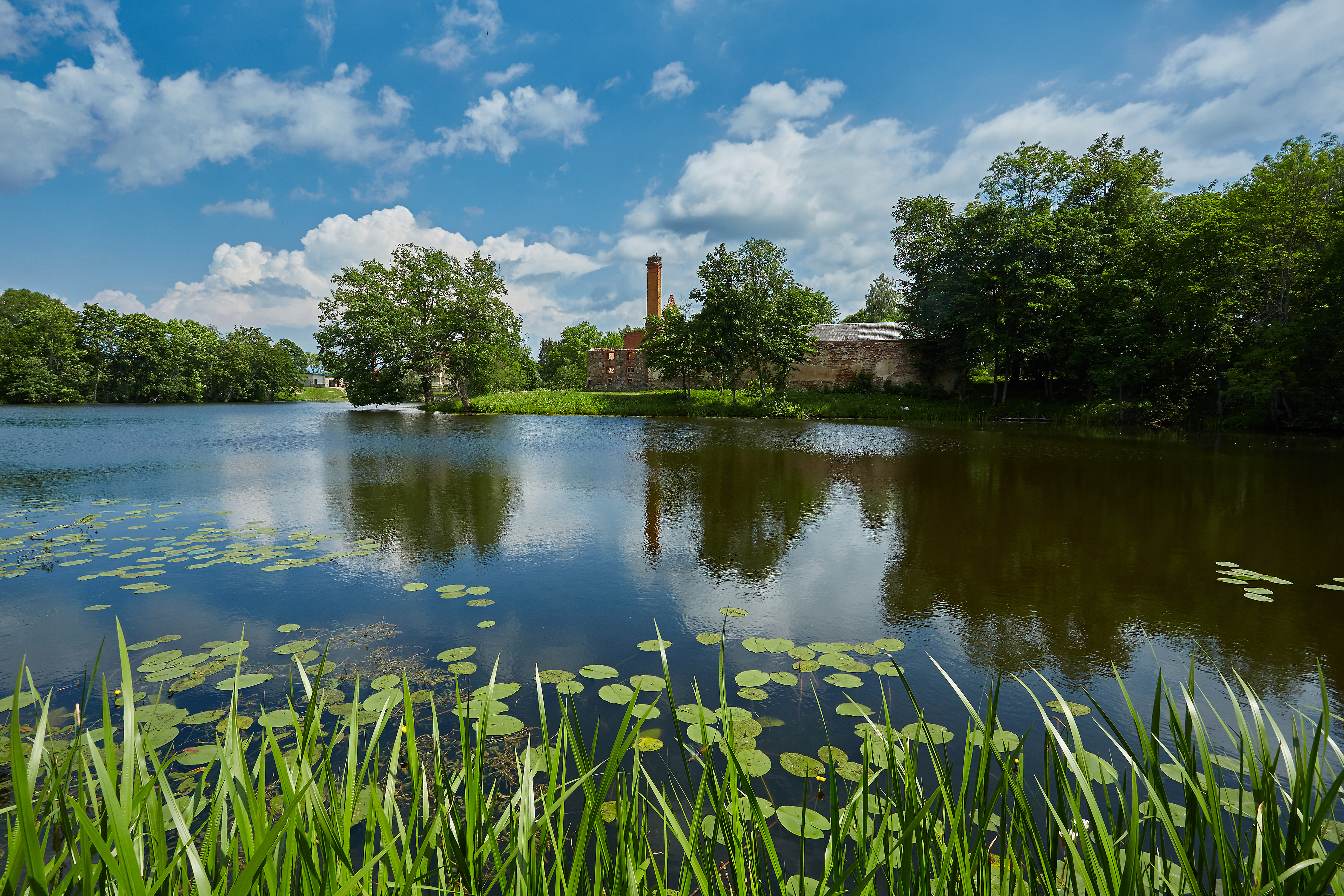
Het Viitina Alajärv
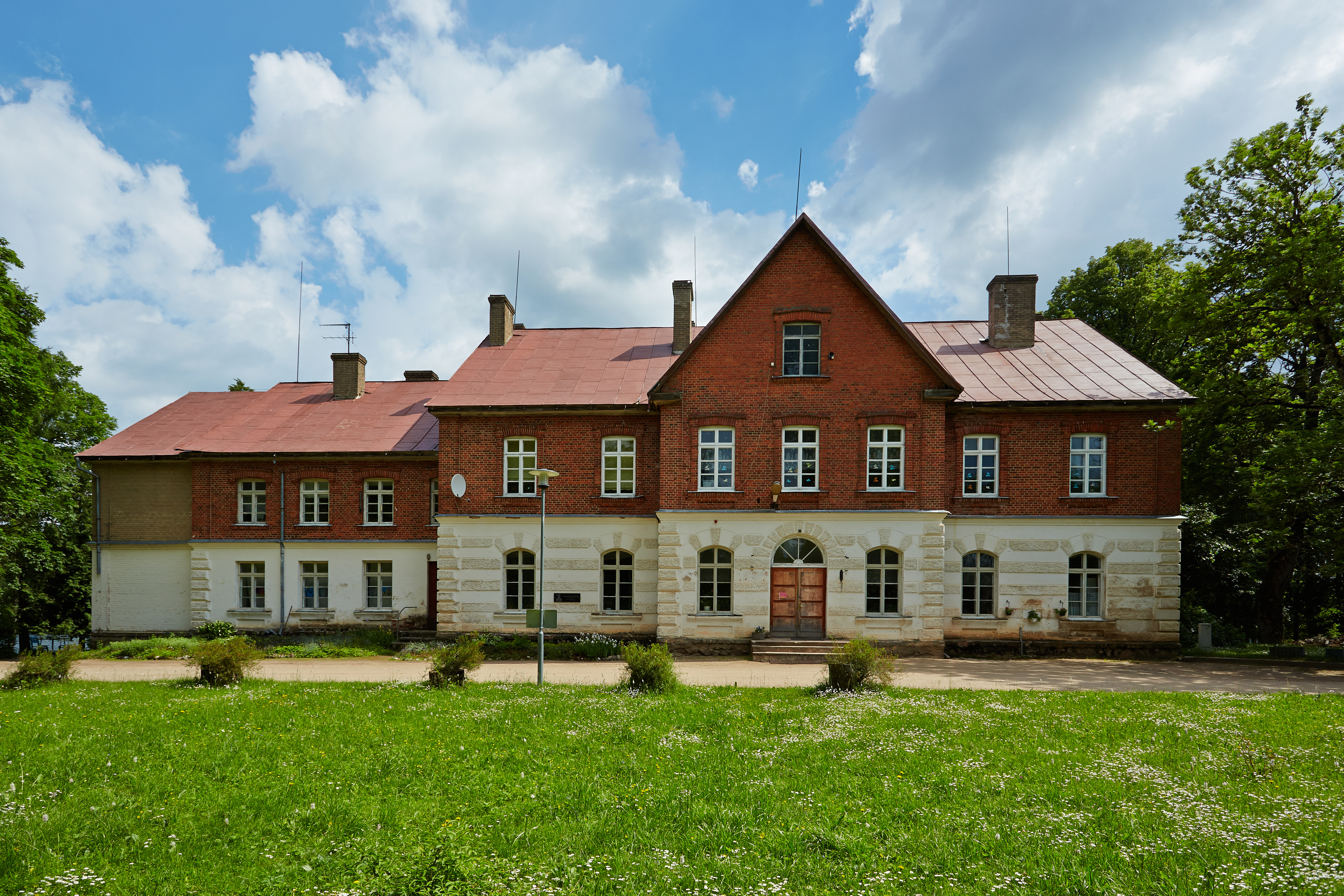
Het landhuis